# Душан Тошић
Душан Тошић (Књажевац, 9. октобар 1949) српски је информатичар и математичар, професор универзитета.

## Биографија
Душан Тошић је рођен у Књажевцу 1949. године. Основну школу и гимназију завршио је у Књажевцу са одличним успехом. По завршетку гимназије добио је диплому „Михајло Петровић – Алас“ за математику и физику.
Године 1968. уписао се на Природно-математички факултет у Београду, група за математику, где је и дипломирао 1972. године. Исте године запослио се у Текстилном средњошколском центру као професор математике, а 1973. године прешао је у Математичку гимназију где је радио као професор рачнарства и програмирања. Године 1975. примљен је за асистента-приправника на Одсеку за математику, механику и астрономске науке ПМФ у Београду. Школску 1976/77 годину провео је на одлужењу војног рока. Пошто је магистрирао (1977), изабран је за асистента на ПМФ у Београду. Након докторирања (1984) изабран је за доцента на истом факултету и на том радном месту радио је до 1994. године. Исте године изабран је за ванредног професора и у том звању радио је на Математичком факултету у Београду до 2003. Године 2003. изабран је за редовног професора на Математичком факултету у Београду. Данас ради, као редовни професор, са 50% радног времена на Математичком факултету у Београду, а са 50% радног времена на РАФ-у (Рачунарском факултету у Београду).
Године 1981. Душан Тошић је провео 2 месеца на специјализацији у Манчестеру (на UMIST-у) у Енглеској. Школску 1987/88 годину провео је на студијском боравку у САД на Вирџинијском универзитету у Шарлотсвилу.
Душан Тошић је до сада објавио више од 70 научних радова у водећим светским и домаћим часописима и учествовао у раду преко 50 научних и стручних скупова. Поред тога, објавио је 16 стручних радова. Учествовао је у реализацији већег броја научних пројеката, а за неколико је био руководилац. Сада ради на научним пројектима везаним за области моделовања и оптимизације. Душан Тошић је аутор (или коаутор) 18 књига, од којих су 2 факултетски уџбеници. Остале књиге су помоћни факултетски уџбеници или средњошколски уџбеници. Већина од ових књига доживела је више издања, а неколико њих штампано је у 5 издања.
Душан Тошић је одржао је преко 30 јавних предавања (претежно за време јануарских дана просветних радника) и био рецензент за више од 20 књига.
Радећи на факултету, Душан Тошић је држао вежбе из следећих предмета: Нумеричка анализа I, Нумеричка анализа II, Програмирање и математичке машине, Основи рачунских система, Увод у програмирање (BASIC), Увод у програмирање (Pascal), Примена рачунара у пракси, Нумерички практикум I, Нумерички практикум II. Осим тога, радио је и на Машинском факултету у Београду где је држао вежбе из предмета: Математика 3 и Математика 4. Као наставник Математичког факултета у Београду, држао је предавања из следећих предмета: Увод у програмирање, Основи програмирања, Програмски језици и организација података, Микропроцесорски системи, Програмски језици, Микрорачунари са применом у образовању и Методика наставе рачунарства, Дизајн програмских језика и Програмске парадигме. Такође, држао је предавања на последипломским студијама из Технологије програмирања, као и специјални курс са семинарима: Паралелни рачунари и алгоритми, тј. Јава и XML. Поред овога, на ПМФ у у Новом Саду и Филозофском факултету у Нишу предавао је предмете: Програмски језици, односно, Програмски језици и преводиоци. На Рачунарском факултету у Београду (РАФ-у) држи предавања из предмета: Увод у програмирање, Објектно-оријентисано програмирање и Објектно оријентисан дизајн и методологија. На последипломским студијама истог факултета руководи курсом Програмски језици. На Факултету за информационе технологије Универзитета „СлобомирП“ држао је предавања из предмета Интернет технологије. Хонорарни је сарадник Математичке гимназије у Београду где је, до сада, предаво више предмета. Такође, од почетка ради у Рачунарској гимназији у Београду где држи наставу из 3 рачунарска предмета.
Као професор, Душан Тошић је био ментор 10 докторских дисертација, више од 15 магистарских радова, десетак дипломских радова и више од 25 мастер радова. Био је члан у више од 40 комисија за преглед, оцену и одбрану докторских, односно, магистарских теза. Био је предсеник Републичке и Савезне Комисије за такмичење средњошколаца из програмирања.
Душан Тошић је био шеф Катедре за рачунарство и информатику на Математичком факултету у Београду. Такође, био је председник Управног одбора Математичког друштава „Архимедес“. Члан је (потпредседник) Одбора симпозијума „Лира“ и био је члан редакције часописа „Тангента“. Био је члан редакционог одбора часописа „Информатика“, а сада је члан редакционог одбора часописа „ComSis“. Такође је рецензент за Zentralblatt. Био је члан IEEE и ACM-а. Од оснивања Комисије за акредитацију факултета у Србији, ангажован је као рецензент ове Комисије.
Професор Тошић сматра да је његов највећи успех образовање младих и рад са младима, отуд и велики број менторства почев од матурских радова средњошколаца до докторских дисертација. Управо због тога професор Тошић се није ограничио само на факултетски рад, већ годинама сарађује са средњим школама: Математичком и Рачунарском гимназијом. Многи од његових бивших ученика и студената сада су угледни професори на универзитетима широм света и водећи стручњаци у познатим фирмама, као што су: Microsoft, Facebook, Google итд.
У слободно време професор Тошић се аматерски бави сликањем уз четкице, боје и платна.
Душан Тошић има две ћерке – једна од њих је докторирала молекуларну биологију на Илиноис универзитету у Урбани (САД), а друга је на доктоским студијама из биологије Универзитета у Београду.

## Галерија
- У сали 718, Математички факултет
- Проф. Тошић испред зграде